# Malko Șarkovo, Iambol
Malko Șarkovo (în bulgară Малко Шарково) este un sat în comuna Bolearovo, regiunea Iambol,  Bulgaria. 

## Demografie
Componența etnică a satului Malko Șarkovo
     Bulgari (77,07%)
     Turci (1,95%)
     Nicio identificare (20,97%)
     Altele (0%)
La recensământul din 2011, populația satului Malko Șarkovo era de 205 locuitori. Din punct de vedere etnic, majoritatea locuitorilor (77,07%) erau bulgari, cu o minoritate de turci (1,95%). Pentru 20,97% din locuitori nu este cunoscută apartenența etnică.